# Oratorio di Sant'Ippolito
Oratorio di Sant'Ippolito var ett oratorium i Rom, helgat åt den helige martyren Hippolytus. Det var beläget på Viminalens sluttning i närheten av dagens Via Cesare Balbo och Via Urbana (dåvarande Vico Patrizio) i Rione Monti.

## Kyrkans historia
Denna helgedom omnämns i en inskription från 300-talet, vilken påträffades av den italienske arkeologen Giovanni Battista de Rossi på Esquilinen år 1850.
Denna inskription nämner även Ilicius, en präst, som under påve Siricius pontifikat i slutet av 300-talet lät restaurera ett flertal kyrkor i Rom.
Redan i Il Catalogo di Torino, en förteckning över Roms kyrkor från cirka år 1320, beskrivs helgedomen som ”destructa”, det vill säga ”nedriven”, ”förstörd”.

## Omnämningar i kyrkoförteckningar
| Katalog               | År         | Benämning                               |
| --------------------- | ---------- | --------------------------------------- |
| Il Catalogo di Torino | cirka 1320 | Ecclesia sancti Ypoliti — est destructa |